# غروفر كليفلاند الكسندر
غروفر كليفلاند الكسندر (بالإنجليزية: Grover Cleveland Alexander) هو لاعب كرة قاعدة أمريكي، ولد في 26 فبراير 1887 في إلبا في الولايات المتحدة، وتوفي في 4 نوفمبر 1950 في ساينت بول في الولايات المتحدة.

## وصلات خارجية
- غروفر كليفلاند الكسندر على موقع دوري كرة القاعدة الرئيسي (الإنجليزية)
- غروفر كليفلاند الكسندر على موقعبيزبول رفرنس.كوم (الدوري الرئيسي) (الإنجليزية)
- غروفر كليفلاند الكسندر على موقعبيزبول رفرنس.كوم (الدوري الثانوي) (الإنجليزية)
- غروفر كليفلاند الكسندر على موقع جمعية أبحاث البيسبول الأمريكية (الإنجليزية)
- غروفر كليفلاند الكسندر على موقع إي إس بي إن.كوم (أم.أل.بي) (الإنجليزية)
- غروفر كليفلاند الكسندر على موقع مشجعي الرسوم البيانية (الإنجليزية)
- غروفر كليفلاند الكسندر على موقع قاعة مشاهير كرة القاعدة (الإنجليزية)
- غروفر كليفلاند الكسندر على موقع الموسوعة البريطانية (الإنجليزية)
- غروفر كليفلاند الكسندر على موقع إن إن دي بي (الإنجليزية)